# Suhail
Suhail (Lambda Velorum, λ Vel) – jedna z jaśniejszych gwiazd w gwiazdozbiorze Żagla (wielkość gwiazdowa: 2,21m). Odległa od Słońca o około 545 lat świetlnych.

## Nazwa
Tradycyjna nazwa gwiazdy, Suhail, wywodzi się od arab. ‏السهيل الوزن‎ (suhayl al-wazn), „Suhail wagi”. Suhail to arabskie imię, w przeszłości używane jako pierwszy człon wielu nazw gwiazd widocznych z Arabii nad południowym horyzontem. Obecnie odnosi się wyłącznie do Lambda Velorum. Międzynarodowa Unia Astronomiczna zatwierdziła użycie nazwy Suhail dla określenia tej gwiazdy.

## Charakterystyka
Jej wielkość absolutna wynosi −3,99m. Należy do typu widmowego K4 Ib-II (zob. diagram Hertzsprunga-Russella). Temperatura powierzchni tego nadolbrzyma wynosi około 4000 K. Masa gwiazdy jest 9–12 razy większa od masy Słońca, jej promień jest 207 razy większy niż promień Słońca. Świeci ona 11 000 razy jaśniej od Słońca. Najprawdopodobniej zakończy życie jako supernowa.
Gwiazdy tej nie widać z terenu Polski.